# Viaje al país de los matreros

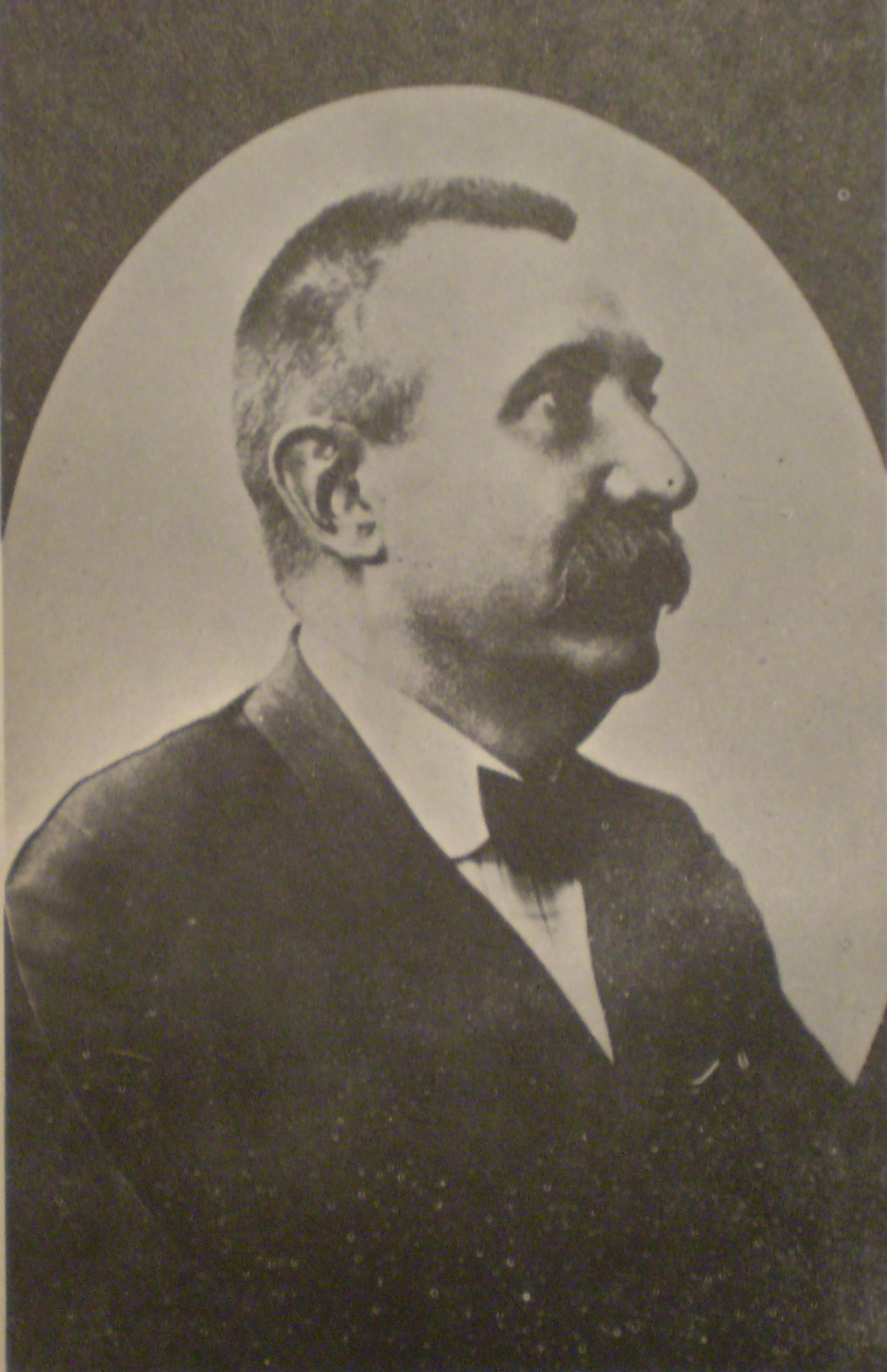
Fray Mocho

Un viaje al país de los materos es una obra escrita por el periodista y escritor argentino José Sixto Álvarez, conocido por su pseudónimo Fray Mocho. También  fue funcionario policial.

## Sinopsis
Esta obra fue publicada en Buenos Aires en 1897. Pertenece a la literatura argentina del siglo XIX. Se caracteriza por mostrar al gaucho desde una perspectiva más salvaje mediante la figura del matrero: personas que viven al margen de la civilización y las leyes argentinas. A través de esta obra se muestra la naturaleza, vidas y costumbres de este tipo de gauchos.

## Argumento
Desde la perspectiva del propio personaje de Fray Mocho se muestran las aventuras de diferentes matreros que se va encontrando en su recorrido por la pampa argentina, entre las provincias de Santa Fe y Entre Ríos. A través de los diferentes capítulos se menciona la fauna y flora que se encuentra, se muestran escenas de caza y multitud de conversaciones con los otros personajes que conforman esa sociedad matrera.

## Referencia aEl gaucho Martín Fierro
La figura del matrero también se encuentra en El Gaucho Martín Fierro, poema gauchesco narrativo escrito en verso por el poeta argentino José Hernández en 1872, donde el personaje es un gaucho trabajador cuya injusticia social, por el contexto histórico de la época, lo convierte en un «gaucho matrero», por ser un gaucho que se mantiene al margen de la ley.

## Datos de las fichas
La obra cuenta con los siguientes datos:
- Ilustraciones
- Índice de capítulos